# 最高人民法院办公厅
最高人民法院办公厅，位于北京市东城区东交民巷27号，是中华人民共和国最高人民法院机关内设机构、日常办事机构。

## 沿革
1949年11月1日，中央人民政府最高人民法院正式办公。1950年1月，中央人民政府委员会批准《最高人民法院试行组织条例》，规定最高人民法院设刑事审判庭、民事审判庭和办公厅、督导处、编纂处等单位。按照1954年《中华人民共和国人民法院组织法》的规定，中华人民共和国最高人民法院设刑事审判庭、民事审判庭和研究室、督导室、顾问室、办公厅等单位。1966年“文化大革命”爆发，最高人民法院受到冲击，机构陷于瘫痪。1976年10月粉碎“四人帮”后，刑事审判庭、民事审判庭、办公厅等业务单位、行政单位逐步恢复。到1983年，设有刑事审判第一庭、刑事审判第二庭、民事审判庭、经济审判庭、研究室、办公厅、人事厅、司法行政厅。
2019年1月，经中央机构编制委员会办公室批准，撤销最高人民法院新闻局，将有关职责划入最高法办公厅。最高人民法院办公厅加挂最高人民法院新闻局牌子。

## 职能
2000年12月4日，《最高人民法院机关内设机构及新设事业单位职能》（法发〔2000〕30号）发布，其中规定最高人民法院机关内设机构有办公厅，职能是：
1. 协助院领导组织、协调、处理司法政务。
2. 督办院党组会议、院长办公会议决定事项和中央领导、院领导批示交办的事项。
3. 负责重要文件、报告的起草；负责简报、情况反映等信息的编辑及对下指导工作；负责本院重大工作部署的调查研究和中央综治办社会治安综合治理联络通讯工作。
4. 负责与全国人大代表联络工作；督办全国人大代表建议和全国政协委员提案及其来信。
5. 负责院重要会议和重大活动的组织协调工作；负责公文处理和对下指导工作；负责与最高人民法院督导员、特邀咨询员的联络工作；负责图书资料管理工作。
6. 负责院领导秘书的行政管理工作。
7. 负责院总值班、院印章管理、传达和收发工作。
8. 负责机关档案的收集、管理、利用和对下指导工作。
9. 负责机关安全保卫工作；组织本院司法警察二队执行公务活动。
10. 负责新闻宣传和公布司法裁判文书的组织协调工作。
11. 负责院党组文件理文和党政文件、电报的收发、传阅、交换工作；负责院机关、全国法院的密码管理和保密指导工作。
12. 负责最高人民法院公报的编辑、出版发行工作[3]。

目前办公厅“主要负责组织、协调、处理司法政务工作；负责院党组会和院长办公会等重要会议的组织安排及决定事项的督办；负责人大代表、政协委员以及最高人民法院特约监督员、特邀咨询员的联络工作，并督办全国人大代表建议和全国政协委员提案；承担《最高人民法院公报》编辑工作。”

## 下属单位
- 最高人民法院图书馆
- 中国法院博物馆

## 历任领导
| 主任 - 曾汉周（1950年1月—1954年） - 王德茂（？—1966年3月） …… - 朱解（？—？） …… - 李玉成（？—1987年） - 周道鸾（1987年5月—？） - 李玉成（1989年—1995年） - 卫彦明（1995年5月—1999年4月） - 刘会生（？—2003年4月） - 杨润时（2003年4月—2005年） - 孙华璞（2005年7月—2007年12月） - 景汉朝（2008年5月—2010年7月） - 王少南（2010年—2012年） - 于厚森（2012年9月—） | 副主任 …… - 林亨元（？—？） …… - 李玉成（1983年—？） …… - 卫彦明（1992年7月—1995年5月） - 刘会生（？—？） - 牛培刚（1999年6月—1999年11月，挂职） - 钱锋（1998年11月—2002年9月，办公厅副主任、党组秘书、院长秘书） - 颜茂昆（？—？） - 周建平（？—？） - 刘涌（？—？） - 倪寿明（2006年—？，办公厅副主任、新闻发言人） - 张根大（？—？） - 贺小荣（？—？） - 孙军工（？—？，办公厅副主任、新闻发言人） - 王少南（？—2010年，办公厅副主任、新闻发言人） - 王飞鸿（2010年—？） - 赵红（？—2014年） - 孙晓勇（？—） - 陈志远（？—） - 付向波（？—？） - 陈宜芳（？—2021年） |